# 福井二郎
福井 二郎（ふくい じろう、1899年 - 1983年）は日本の牧師。宣教師、熱河省での伝道で知られる。

## 生涯
山口県出身、旧制山口中学校を卒業後に、上海の東亜同文書院に留学した。卒業後は馬関新聞に勤務して、1935年に中国伝道を決心する。満洲伝道会より派遣され、満洲国熱河省から、内モンゴルまで伝道した。
戦後に引き上げて、1948年に帰国した後、日本基督教団門司教会、喜界教会(鹿児島県)、池袋西教会の牧師をした。